# Olofsson Placid
Olofsson Placid, születési neve Olofsson Károly (Rákosszentmihály, 1916. december 23. – Budapest, 2017. január 15.) bencés szerzetespap, tanár, egyházi író.
1946-ban szovjet katonai bíróság tíz év Gulagra ítélte koholt vádak alapján. Ott találta meg új hivatását: hogy tartsa a lelket a többi fogolyban. Rabtársainak, majd visszatérése után tanításával, előadásaival, könyveivel azóta is több ezer embernek adta vissza a hitet és az élni akarást.

| „                 | Többször elmondtam: jegyezzék meg, az Úristennek van humora! A Szovjetunió tíz évig mindent megtett, hogy tönkretegyen. Én mégis itt vagyok 91 évesen, de hol van a Szovjetunió? | ” |
| – Olofsson Placid | |   |

## Élete
Egyik apai ági őse Svédországból szakadt Magyarországra még a 18. században. Édesapja, Olofsson Gusztáv középiskolai tanár volt Budapesten, édesanyja, Reihardt Jusztina tolna megyei sváb családból származott. Kisgyermekkorát Rákosszentmihályon töltötte. 1926-ban költöztek be a fővárosba. Az elemi iskola négy évének elvégzése után a nyolc osztályos budapesti Szent Benedek Bencés Gimnáziumba iratta be édesapja, ahol külön engedéllyel tizenhat és fél évesen érettségizett. Osztályfőnöke a neves bencés szerzetes, Szunyogh Xavér Ferenc volt. Középiskolás korában nagy hatást gyakorolt rá az iskola és a cserkészet szellemisége. 1933-ban részt vett a Gödöllőn rendezett Világdzsemborin.
Érettségije után Szent Benedek Rendjébe lépett 1933-ban. Szerzetesi neve Placid lett. Pannonhalmán teológiát, a müncheni Lajos–Miksa Egyetemen német nyelvet tanult, 1935-től. Ezt követően Magyarországon magyar–német–bölcselet szakos tanári oklevelet és doktorátust szerzett, 1939-ben. Abban az évben szentelték pappá.
Egy évig káplánként működött Győrszentivánban, onnan hívták be mint tartalékos főhadnagyot tábori lelkészi szolgálatra. 1941-től tizenegy hónapig szolgált a komáromi hadikórházban. Szentbeszédeiben a közkatonákat védte egyes tisztek megengedhetetlen viselkedésével szemben, 1942-ben lefokozták honvéddé, és leszerelték, mivel „Megingatta a katonák biztos győzelembe vetett hitét.” Ezt követően a rend soproni, majd pápai gimnáziumában tanított.
1945 augusztusában rendi elöljárói abba a budapesti gimnáziumba helyezték át, ahol korábban diákoskodott, és ezzel egyidőben a Slachta Margit-féle Szociális Testvérek Társasága egyházi tanácsadójává nevezték ki. Mivel részt vett az akkori választási küzdelmekben, a baloldali újságok sajtóhadjáratot indítottak ellene. A főapát ezért áthelyezte Pannonhalmára, remélve, hogy így kisebb figyelem irányul rá. Itt tartóztatták le, 1946. június 5-én.
Néhány hétig az államvédelmi hatóság hallgatta ki, és próbált vallomást kicsikarni belőle egy nagyszabású koncepciós per megindításához, majd szovjet kihallgatók kezére adták. A szovjet katonai bíróság, koholt vádak („terrorcselekmény”) alapján, a Szovjetunió munkatáboraiban letöltendő tíz évig tartó szabadságvesztésre ítélte, s a Gulágra internálták. Hamarosan ott is megtalálta életcélját: „Én nem diákokat fogok tanítani, ahogy elterveztem. Nekem az lesz a dolgom, hogy tartsam a lelket a fogolytársaimban. Ez volt a hivatásom a lágerben tíz évig. Ezért voltam én a legboldogabb ember az egész Szovjetunióban, mert rámtalált az életfeladatom.”
Először Moszkvától 900 kilométerre nyugatra, egy, a brianszki erdőben fekvő lágerbe vitték, ahol öt évig fakitermelésen, majd különböző gyárakban dolgozott, és „tartotta a lelket” fogolytársaiban. Haza nem írhatott, hozzátartozói és rendtársai éveken keresztül semmit sem tudtak sorsáról. Nyolc fogságban töltött esztendő után sikerült először titokban üzenetet küldenie Pannonhalmára. Fogsága utolsó évében már legálisan írhatott levelezőlapot Magyarországra.

1. A szenvedést nem szabad dramatizálni! Nem szabad panaszkodni, mert attól gyengébb lesz az ember.
2. Az öröm szükséges a túléléshez. Ezért észre kell venni és tudatosan kell keresni az élet apró örömeit.
3. Nem vagyunk tökéletesek, de itt és most kell megmutatnunk, hogy különbek vagyunk rabtartóinknál. Ez mozgósítja az életenergiákat.
4. Akinek van hová kapaszkodnia, annak könnyebb. Mi hívők, ha a Jóistenbe kapaszkodunk, rájövünk, hogy Ő is akarja túlélésünket.

– Placid atya szabályai a túléléshez

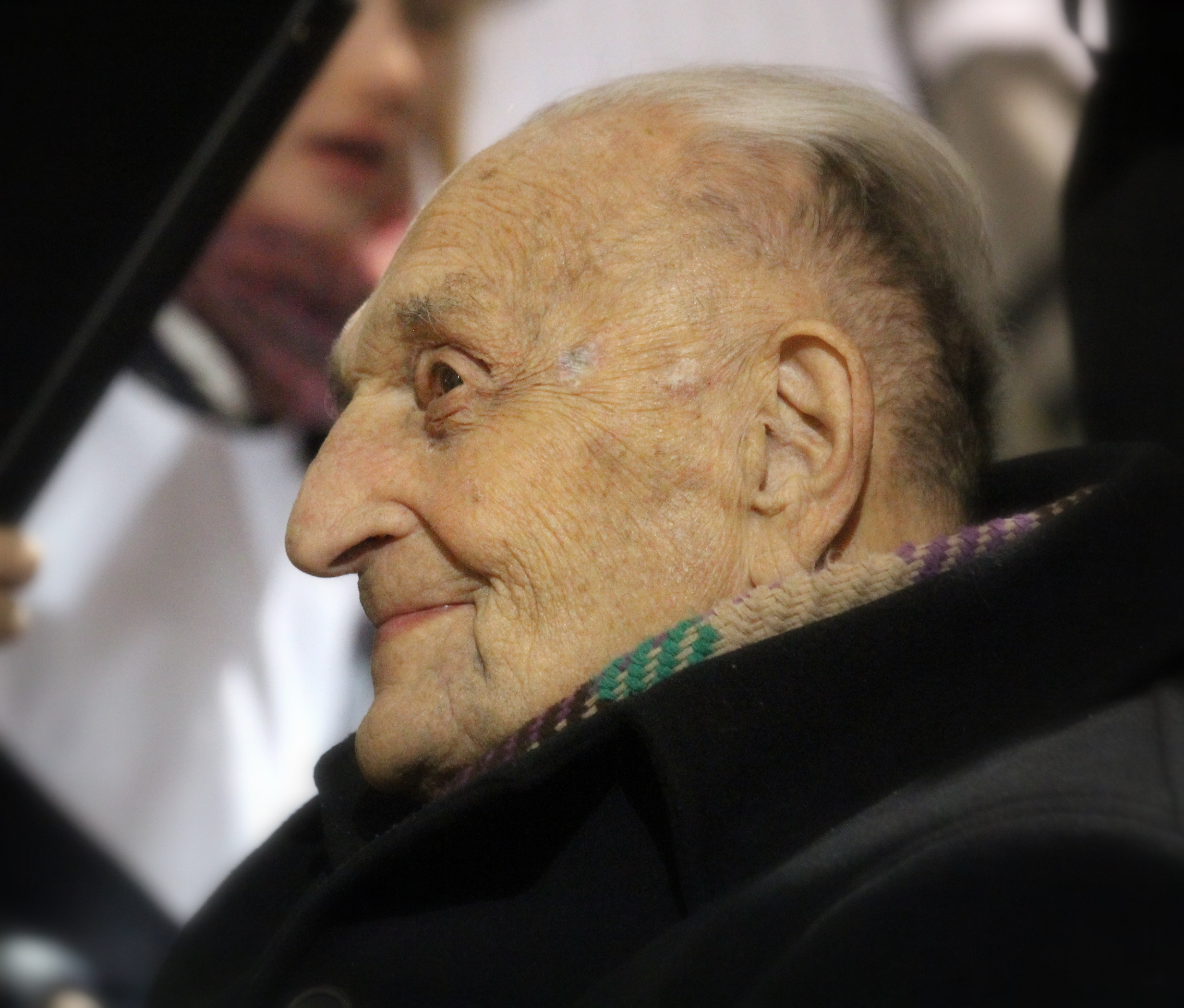
Olofsson Placid

1955 novemberében jöhetett vissza Magyarországra. Szabadulását követően nem kapott működési engedélyt sem papként, sem pedig tanárként. Kezdetben fizikai munkás volt egy pesterzsébeti ládagyárban, majd tizenkét évig az Országos Reumatológiai és Fizioterápiás Intézetben (ORFI) dolgozott betegszállítóként, később mosodai munkásként, végül mosodavezetőként. 1969-től a Korányi-szanatórium mosodájának vezetésével bízták meg, onnan is ment nyugdíjba, 1977-ben.
Papi hivatását sokáig csak titokban gyakorolhatta. A hetvenes évek közepétől kisegítő lelkész volt a Budai Ciszterci Szent Imre plébánián.
2011-ben leesett az ágyáról és eltört a combcsontja, onnantól fogva kerekesszéket használt.
2016 decemberében, századik születésnapja alkalmából Várszegi Asztrik pannonhalmi főapát mutatott be hálaadó szentmisét a budai ciszterci Szent Imre-templomban. A Gulág Emlékbizottság PLACID 100 címen programsorozatot szervezett.
Néhány hét múlva, 2017. január 15-én 21 óra 20 perckor „fájdalom nélkül csendesen elszenderült az Úrban”.

## Elismerései
- A Magyar Köztársasági Érdemrend kiskeresztje (1993)
- Hit Pajzsa-díj (2003)
- Újbuda díszpolgára (2004)[8]
- Magyar Örökség díj (2005)
- Pro Ecclesia Hungariae-díj (2006)
- A Magyar Köztársasági Érdemrend középkeresztje (2010)
- Magyar Becsület Rend (2016)[9]
- Budapest díszpolgára (2017) (posztumusz)

## Művei
- Gróf Széchényi Ferenc irodalompártolása; s.n., Pannonhalma, 1940 (Pannonhalmi füzetek)
- Példabeszéd. A kilencvenedik esztendő. Szentimreváros: Angeli, 2006
- Útravaló. Szentimreváros: Angeli, 2007
- Élet és imádság [lejegyezte Csépányi Zsuzsanna]. Budapest : Éghajlat Könyvkiadó, 2010
- Imádságos könyvem. Budapest: Éghajlat Könyvkiadó, 2011
- Élet és imádság; 3. bőv. kiad.; Éghajlat, Bp., 2015
- 100; Éghajlat, Bp., 2016

## Emlékezete
- 2017. június 18-án, pappá szentelésénk 78. évfordulóján Újbudán emléktáblát avattak tiszteletére egykori lakóhelyén, a Bartók Béla út 76. szám alatt.[10]
- 2018. március 3-án a XVI. kerületi Önkormányzat, Varga Ilona önkormányzati képviselő kezdeményezésére emléktáblát avatott Oloffson Károly, Placid atya szülőhelyén, Rákosszentmihályon. Az emléktábla az 1161 Budapest, Rákóczi út 4/2. szám alatt található.[11][12][13]